# Договір про створення Європейського стабілізаційного механізму
До́гові́р про ство́рення Європе́йського стабілізаці́йного механі́зму був підписаний державами-членами єврозони для заснування Європейського стабілізаційного механізму (ЄСМ), міжнародної організації, розташованої в Люксембурзі, яка буде діяти як постійне джерело фінансової допомоги для держав-членів, які перебувають у фінансових труднощах, з максимальною спроможністю кредитування 500 мільярдів євро. Він замінив дві попередні програми тимчасового фінансування ЄС: Європейський фонд фінансової стабільности (EFSF) і Європейський механізм фінансової стабілізації (EFSM). Усі нові програми допомоги державам-членам єврозони покриватимуться ESM, тоді як EFSF і EFSM продовжуватимуть обробляти грошові перекази та здійснювати моніторинг програм допомоги, раніше схвалених для Ірландії, Португалії та Греції.
Договір передбачав, що організація буде створена, якщо країни-члени, які представляють 90% її початкових потреб у капіталі, ратифікують установчий договір. Цей поріг було перевищено після ратифікації Німеччиною 27 вересня 2012 року, що призвело до того, що договір набув чинности в цей день для шістнадцяти держав, які ратифікували угоду. ЄСМ розпочав свою роботу на засіданні 8 жовтня 2012 року. Окремий договір, який вносить зміни до статті 136 Договору про функціонування Європейського Союзу (ДФЄС), щоб дозволити створення ESM відповідно до законодавства ЄС, планувався набути чинности 1 січня 2013 року. Однак остання з 27 держав-членів Європейського Союзу, яка ратифікувала поправку, Чехія, зробила це лише 23 квітня 2013 року, в результаті чого вона набула чинности 1 травня 2013 року.  У червні 2015 року було оприлюднено оновлений план реформування ЕМС, який передбачав, що в середньостроковій перспективі (між липнем 2017 і 2025 рр.) ЄСМ  має бути перетворено з міжурядової угоди на повну інтеграцію в законодавчу базу ЄС, що застосовується до всіх держав-членів єврозони, щоб ЄСМ міг більш плавно керуватися інституціями ЄС - відповідно до компетенції, передбаченої зміненою статтею 136. ДФЄС.

## Історія
Після початку європейської кризи суверенного боргу виникло бажання реформувати функціонування єврозони у разі кризи. Це призвело, серед іншого, до створення механізмів позик (зневажливо названих у ЗМІ «bailout»): Європейського фонду фінансової стабільности (EFSF) для країн-членів єврозони та Європейського механізму фінансової стабільности (EFSM) для всіх держав-членів ЄС. Вони, разом із Міжнародним валютним фондом, позичатимуть гроші державам ЄС, які перебувають у скруті, так само, як Європейський центральний банк може позичати гроші європейським банкам. Однак EFSF мав бути лише тимчасовим заходом, частково через відсутність правової основи в договорах ЄС.
Зокрема, фінансування EFSM було надано згідно зі статтею 122 ДФЄС, яка передбачає, що лише держави, які зіткнулися з «серйозними труднощами, спричиненими стихійними лихами або надзвичайними подіями поза їх контролем», мали право. Оскільки уряди країн-реципієнтів зіграли певну роль у спричиненні їхніх фінансових труднощів, було незрозуміло, чи було дотримано це положення. Крім того, існував аргумент, що EFSF, який був створений як міжурядова організація поза рамками законодавства ЄС, був несумісним із положеннями статті 125 про «без допомоги».

## Договірна основа
Щоб вирішити цю проблему, уряд Німеччини вважав необхідним внести поправки до договору. Після труднощів із ратифікацією Лісабонського договору багато держав виступили проти відновлення дії договорів, а британський уряд виступив проти змін, які стосуються Сполученого Королівства. Однак, заручившись підтримкою президента Франції Ніколя Саркозі, Європейська Рада погодилася розробити новий договір у жовтні 2010 року, який буде вносити мінімальні поправки, щоб надати запропонованому постійному механізму кредитування, який згодом обговорюватиметься як міжурядовий договір поза рамками ЄС, легітимности відповідно до законодавства ЄС. Поправка у два рядки до статті 136 Договору про функціонування Європейського Союзу (ДФЄС), який був схвалений Європейською Радою 16 грудня 2010 року, говорить:
|  | Держави-члени, валютою яких є євро, можуть створити механізм стабільности, який активується, якщо це необхідно для забезпечення стабільності єврозони в цілому. Надання будь-якої необхідної фінансової допомоги в рамках цього механізму буде здійснюватися за суворих умов. |

Через міжурядовий характер постійного механізму кредитування, який отримав назву Європейський стабілізаційний механізм (ЄСМ), спрощена процедура перегляду договору могла бути використана для внесення змін до ДФЄС, оскільки повноваження ЄС не розширювалися. Однак ця поправка не виконає вимоги Німеччини про те, щоб позбавлення права голосу було можливою санкцією, оскільки це потребувало б глибшої поправки до договору. Договір був розроблений таким чином, щоб не було потреби в референдумах, дозволивши пришвидшити процес ратифікації з метою набути ним чинности в липні 2012 року.
У березні 2011 року Європейський парламент схвалив поправку до договору після отримання запевнень, що Європейська комісія, а не країни ЄС, відіграватиме «центральну роль» у керуванні ЄСМ, незважаючи на те, що раніше вона бажала, щоб вона брала більшу участь, і вона була підписана всіма 27 державами-членами ЄС 25 березня 2011 року.
Держави єврозони також узгодили окрему угоду під назвою «Договір про створення європейського стабілізаційного механізму», яка заснувала ЄСМ і вказала деталі того, як вона працюватиме. Формально було підписано дві угоди з такою назвою: одна 11 липня 2011 року та друга 2 лютого 2012 року. Після того, як перша виявилася недостатньою, була створена друга версія, щоб «зробити її більш ефективною». ЄСМ було розроблено таким чином, щоб повністю відповідати чинному законодавству ЄС, і Суд Справедливости постановив, що «право держави-члена укладати та ратифікувати Договір ЄСМ не залежить від набрання чинности» поправки до ДФЄС. Версія 2012 року була підписана всіма 17 членами єврозони 2 лютого 2012 року, і планувалося, що вона набуде чинности до середини 2012 року, коли термін дії EFSF і EFSM закінчиться. Договір був укладений виключно державами єврозони частково через те, що Сполучене Королівство відмовилося брати участь у будь-якій фіскальній інтеграції. Подальші поправки можуть бути внесені після того, як буде визначено остаточну форму економічного управління єврозони.
Поправка до Договору про ЄСМ була підписана 27 січня 2021 року. Станом на лютий 2024 року її ратифікували всі держави-члени ЄСМ, за винятком Італії, чий парламент відхилив ратифікацію в грудні 2023 року та наклав мораторій на перегляд рішення на 6 місяців, не даючи поправці набути чинности.

## Членство
Договір передбачав, що він набуде чинности після того, як держави-члени, які представляють 90% початкових потреб у капіталі, ратифікують установчий договір відповідно до своїх відповідних конституційних вимог. Цей поріг було перевищено після ратифікації Німеччиною 27 вересня 2012 року, що призвело до того, що договір набув чинности в цей день для 16 держав, які ратифікували угоду. Естонія, яка виділила лише 0,19% капіталу, завершила ратифікацію 3 жовтня 2012 року. ЄСМ розпочав свою роботу 8 жовтня 2012 року. Поправка до ДФЄС набула чинности 1 травня 2013 року, після того як Чехія стала останньою країною-членом, яка ратифікувала угоду. 
Відповідно до тексту договору, ЄСМ відкритий для приєднання будь-якої країни-члена ЄС після того, як Рада Європейського Союзу скасує відступ від використання євро. Нові члени повинні бути затверджені Радою керуючих ЄСМ, після чого вони повинні ратифікувати Договір про створення ЄСМ. Після прийняття Латвією євро 1 січня 2014 року Рада з економічних і фінансових справ остаточно схвалила 9 липня. Рада керуючих ЄСМ схвалила заявку Латвії на членство в жовтні 2013 року. Вони стали першою державою, яка приєдналася до ЄСМ 21 лютого 2014 року та приєдналася 13 березня 2014 року. Литва прийняла євро 1 січня 2015 року, а 14 січня 2015 року приєдналася до ЄСМ. Вони стали членами 3 лютого 2015 року.

## Ратифікація

### Процес ратифікації
Австрія
Опозиційні партії FPÖ, BZÖ і Партія зелених погрожували подати конституційний виклик Європейському фіскальному пакту, а FPÖ також має намір оскаржити ЄСМ. Партія свободи Каринтії, найбільша партія в земельних зборах Каринтії, також оголосила про свій намір оскаржити ратифікацію Австрією ЄСМ. Голова Конституційного суду Ґергарт Гольцінґер заявив, що суд може зайняти від трьох до шести місяців, щоб винести рішення, і що він «не може скасувати пакт ЄСМ, але ми лише встановимо, що угода цього пакту була неконституційною». Якщо суд визнає ратифікацію неконституційною, Гольцінґер заявив, що уряду доведеться «або порушити конституцію тими чи іншими засобами, або вести переговори постфактум з іншими сторонами пакту».
У жовтні 2012 року Гайнц-Крістіан Штрахе, лідер FPÖ, офіційно подав індивідуальний конституційний позов проти ЄСМ, і уряд Каринтії проголосував за відкриття власної справи. 25 лютого 2013 року Конституційний суд Австрії постановив, що петиція Штрахе є неприйнятною з процедурних причин, і 6 березня розпочав розгляд скарги Карінтії з публічного слухання. 3 квітня 2013 року суд відхилив справу, яка стверджувала, що угода зобов'язувала Австрію здійснювати необмежені платежі в ЄСМ, і постановив, що угода не є неконституційною.
Чехія
Поправка до ДФЄС була прийнята Сенатом Чехії 25 квітня 2012 року та Палатою депутатів 5 червня 2012 року. 6 грудня Сенат закликав тодішнього президента Вацлава Клауса дати свою згоду, стверджуючи, що він зобов’язаний за конституцією зробити це «без невиправданої затримки» після того, як обидві палати дали своє схвалення. Однак Клаус відповів наступного дня, заявивши, що «я ніколи не підпишу такий жахливий договір». У березні 2013 року Сенат Чехії проголосував за імпічмент Клауса за державну зраду, частково через його відмову підписати поправку до ДФЄС, хоча Конституційний суд Чеської Республіки відхилив звинувачення з процедурних міркувань, оскільки пропозиція була прийнята лише за 3 дні до того, як Клауса змінив на посаді президента Мілош Земан, переможець січневих президентських виборів, на яких Клаус мав обмежений термін балотування. Земан, який вважається «прихильником ЄС», оголосив незабаром після вступу на посаду, що він «поважатиме рішення парламенту» і дав свою згоду на поправку до ДФЄС під час візиту Президента Європейської Комісії Жозе Баррозу до Чехії 3 квітня.
Естонія
Канцлер юстиції Естонії дійшов висновку, що стаття 4(4) договору ЄСМ може порушувати Конституцію Естонії та не може бути ратифікована парламентом у її нинішньому вигляді. Канцлер вимагала від уряду Естонії відновити переговори щодо договору. Справа була розглянута Верховним судом Естонії, і 12 липня 2012 року було винесено рішення. З мінімальною кількістю голосів (10 проти 9) Суд відхилив заяву канцлера та постановив, що хоча стаття 4(4) обмежує фінансову компетенцію парламенту Естонії, принцип верховенства права та суверенітет Естонії, вона не порушує Конституцію. Суд постановив, що парламент має вирішити, чи приєднається Естонія до ЄСМ.
Німеччина
Кілька громадян, кілька членів парламенту та партія Die Linke в Бундестазі оскаржили конституційність ЄСМ і звернулися до Конституційного суду з проханням видати попередню заборону президенту Йоахіму Ґауку підписувати угоду. Президент заявив, що відкладе свій підпис до моменту, коли Суд винесе рішення щодо судової заборони. Якщо судову заборону було відхилено, Президент підпише договір, а якщо Суд затвердить судову заборону, розгляд справи буде вирішено по суті, а ратифікація буде відкладена. Якщо суд остаточно вирішить, що договір є неконституційним, договір не зможе набрати чинности в його нинішньому вигляді. Суд заслухав усні аргументи 10 липня 2012 року. Група німецьких науковців подала апеляцію до Суду з проханням відкласти рішення, доки Суд Справедливости не винесе вердикт щодо законности договору у справі, переданій йому Верховним судом Ірландії. Хоча це могло затримати ратифікацію на місяці, речник суду заявив, що «наше розуміння полягає в тому, що рішення суду буде виконано». Після того, як Європейський центральний банк оголосив про свій намір купувати необмежену кількість державних облігацій у проблемних держав ESM, було розпочато ще один судовий виклик із вимогою зупинити ратифікацію, доки це рішення не буде скасовано. Хоча суд швидко відхилив цю справу з процесуальних міркувань, він не виключив можливості повторного розгляду справи.
12 вересня Суд відмовився надати судову заборону, але поставив кілька умов для ратифікації. Аргумент про те, що всі майбутні програми допомоги ЄСМ повинні бути індивідуально схвалені парламентом Німеччини, підтвердив суд. Однак суд визнав, що аргумент про те, що угода може дозволити ЄСМ позичати кошти безпосередньо в ЄЦБ, не має підстав, оскільки це було несумісним з Договором про функціонування Європейського Союзу. Нарешті, суд постановив, що Німеччина повинна додати пояснювальну заяву до свого документа про ратифікацію договору, в якій зазначено, що їхня відповідальність обмежена 190 мільярдами євро, передбаченими договором, якщо збільшення не буде схвалено парламентом Німеччини, і що конфіденційність інформації ЄСМ не перешкоджатиме німецькому парламенту отримувати інформацію про роботу ЄСМ. Крім того, суд заявив, що «Німеччина повинна висловити, що вона не бажає бути пов’язаною Договором про ЄСМ у його повному обсязі, якщо зроблені нею застереження виявляться неефективними». 27 вересня 2012 року країни єврозони прийняли спільну декларацію щодо тлумачення договору ЄСМ, яка формалізувала «німецьку інтерпретацію». Після того, як німецький суд в останню хвилину відхилив апеляцію, яка стверджувала, що ця декларація не відповідає висунутим вимогам, Німеччина завершила ратифікацію договору. 11–12 червня 2013 року суд заслухав усні аргументи щодо суті справи та програми ЄЦБ для купівлі облігацій OMT для країн, які виходять з програм фінансової підтримки ЄСМ, остаточне рішення спочатку очікувалося восени 2013 року, але пізніше було перенесено на 2014 рік. На початку лютого 2014 року суд оголосив, що вони передали питання про програму OMT до Європейського суду, а 18 березня суд оприлюднив своє рішення, в якому було встановлено, що всі скарги проти договору ЄСМ були або неприйнятними, або необґрунтованими.
Ірландія
Томас Прінґл, незалежний член Oireachtas, оскаржив законність договору ЄСМ відповідно до законодавства Ірландії та Європейського Союзу. 9 липня 2012 року суддя Високого суду Мері Лаффой вирішила, що угода ЄСМ не порушує ані законодавство ЄС, ані законодавство Ірландії. Однак вона звернулася до Суду Справедливости проханням винести преюдиційний запит щодо законности ратифікації договору ЄСМ до набрання чинности поправкою до ДФЄС, яка була запланована на 1 січня 2013 року і мала на меті забезпечити міжурядову угоду ЄСМ правовою основою в рамках права ЄС. Прінґл подав апеляцію на рішення Високого суду до Верховного суду. Апеляція почалася 24 липня 2012 року, а 31 липня суд постановив, що угода про ЄСМ не передбачала передачі суверенітету, яка вимагала б внесення змін до конституції (що можливо лише за умови схвалення на референдумі), і на цих підставах відхилив заяву Прінґла на судову заборону, щоб перешкодити уряду ратифікувати угоду ЄСМ. Однак Верховний суд Ірландії передав три питання права ЄС до Суду справедливости:
1. Чи дійсне рішення Ради ЄС від 25 березня 2011 року (про внесення змін до статті 136 ДФЄС 1 січня 2013 року)?
2. Якщо так, чи має держава-член право приєднатися до ЄСМ до того, як рішення набуде чинности?
3. Чи сумісний договір ЄСМ із законодавством ЄС?

Верховний суд Ірландії звернувся з проханням терміново розглянути справу, і 4 жовтня Суд Справедливости погодився розглядати справу за прискореною процедурою з одноденним слуханням, призначеним на 23 жовтня 2012 року. Прінґл заявив, що якщо він виграє справу, усі члени ЄСМ повинні будуть припинити своє членство та припинити діяльність ЄСМ як міжурядової організації. Проте 27 листопада 2012 року Суд Справедливости виніс своє рішення, відповівши на всі поставлені йому запитання ствердно, і таким чином відхилив апеляцію Прінґла. Суд Справедливости визнав, що поправка до ДФЄС не розширює компетенцію ЄС, і, отже, використання спрощеної процедури внесення змін до договору було законним. Крім того, у рішенні зазначено, що угода ЄСМ не скасовує будь-які існуючі закони ЄС, і, таким чином, державам-членам було дозволено приєднатися до угоди ЄСМ і вводити в дію її незалежно від того, чи була ратифікована поправка до ДФЄС. Також було підкреслено, що угода про ЄСМ фактично замінила міжурядовий тимчасовий EFSF і прийнятий законодавством ЄС EFSM, і що він не обмежує компетенцію ЄС запроваджувати подібний механізм підтримки в майбутньому.
Польща
Опозиція до уряду подала законопроєкт 11 січня 2012 року, у якому зазначено, що процедура ратифікації конституції зі схваленням кваліфікованою більшістю у 2/3 членів Сейму, як це вимагається для ратифікації міжнародних договорів, які передають політичну владу міжнародному органу, має бути використана для поправки до ДФЄС. Цю пропозицію було відхилено 10 травня 2012 року голосуванням у Сеймі, а згодом договір було схвалено простою більшістю голосів 11 травня 2012 року з 63,9% голосів «за». 26 липня 2012 року члени опозиційної партії «Право і справедливість» подали скаргу до Конституційного Трибуналу Республіки Польща з вимогою визнати законопроєкт про ратифікацію договору незаконним, оскільки він не був прийнятий кваліфікованою більшістю. Розгляд справи розпочато 1 серпня 2012 року. 11 лютого 2013 року Сейм опублікував свою думку щодо цієї справи, у якій закликав Конституційний Трибунал визнати, що законопроєкт не є несумісним з конституцією, і просив скасувати провадження в Трибуналі. Після слухання 26 червня 2013 року Трибунал постановив, що застосована процедура ратифікації не порушує Конституцію Польщі.